# Cavalier FC (Bahamas)
Cavalier FC ist ein Fußballverein in Nassau auf den Bahamas. Der Verein spielte in der Saison 2017/18 in der BFA Senior League, der höchsten Spielklasse des Fußballverbands der Bahamas.
1997, 1998, 1999 und 2001 konnte er jeweils die nationale Meisterschaft gewinnen.